# David Reu
David Reu (n. 20 februarie 1935, București, România) este un regizor român de filme documentare. În 1973 a absolvit Institutul de Artă Teatrală și Cinematografică "I.L. Caragiale". A lucrat la Studioul Alexandru Sahia pentru care a realizat numeroase filme.
A regizat și două filme de lungmetraj de ficțiune: Cercul magic (1975) și Probleme personale (1981). În anul 1980 a primit Premiul ACIN special al juriului.

## Filmografie

### Filme documentare de scurtmetraj
- Temelii de oțel (1964)
- Geologii (1965)
- Ion Țuculescu (1966)
- Tămăduire (1967)
- Centenar minier (1968)
- Pe Arieș (1969)
- Valea Argeșului (1969)
- Un oraș își caută chipul (1970)
- Poetul și țara (1971)
- Zestrea (1972)
- De Anul Nou, datini din Moldova (1972)
- În prag de primăvară (1975)
- Învingem (1977)
- Mulțumim din inimă partidului (1977)
- Oameni de omenie (1978)
- România-Liban (1979)
- Monografia Harghitei (1979)
- Energii (1980)
- Pictorul Nagy Imre (1980)
- Întâlnire de gradul omenesc - Dumitru Prunariu (1981)
- Primele trepte ale rachetei (1981)
- Metroul bucureștean (1981)
- Opt zile în cosmos (1982)
- Grădini suspendate și himere - Alin Gheorghiu (1982)
- Interviuri pe o temă dată (1983)
- Calea Moșilor, trecut și prezent (1984)
- Partidului părinte îi mulțumim (1984)
- Drum bun, cutezători! (1985)
- Columna „M” (1987)
- Presopunctura (1987)
- Palatul soarelui (1986)
- Thalasoterapia (1988)
- Sub soarele Epocii de aur (1988)
- Pe Râul Mare în Retezat (1989)
- Calendarul geto-dac (1989)
- Încrederea (1990)
- Nepotul străzii (1993)

### Filme cinematografice de lungmetraj
- Agentul straniu (1974) - regizor secund
- Cercul magic (1975)
- Probleme personale (1981)